# کورکتاون (دیترویت)
کورکتاون (به انگلیسی: Corktown) یک منطقهٔ مسکونی در ایالات متحده آمریکا است که در دیترویت واقع شده‌است.